# Heinrich Thiel (Industrieller)

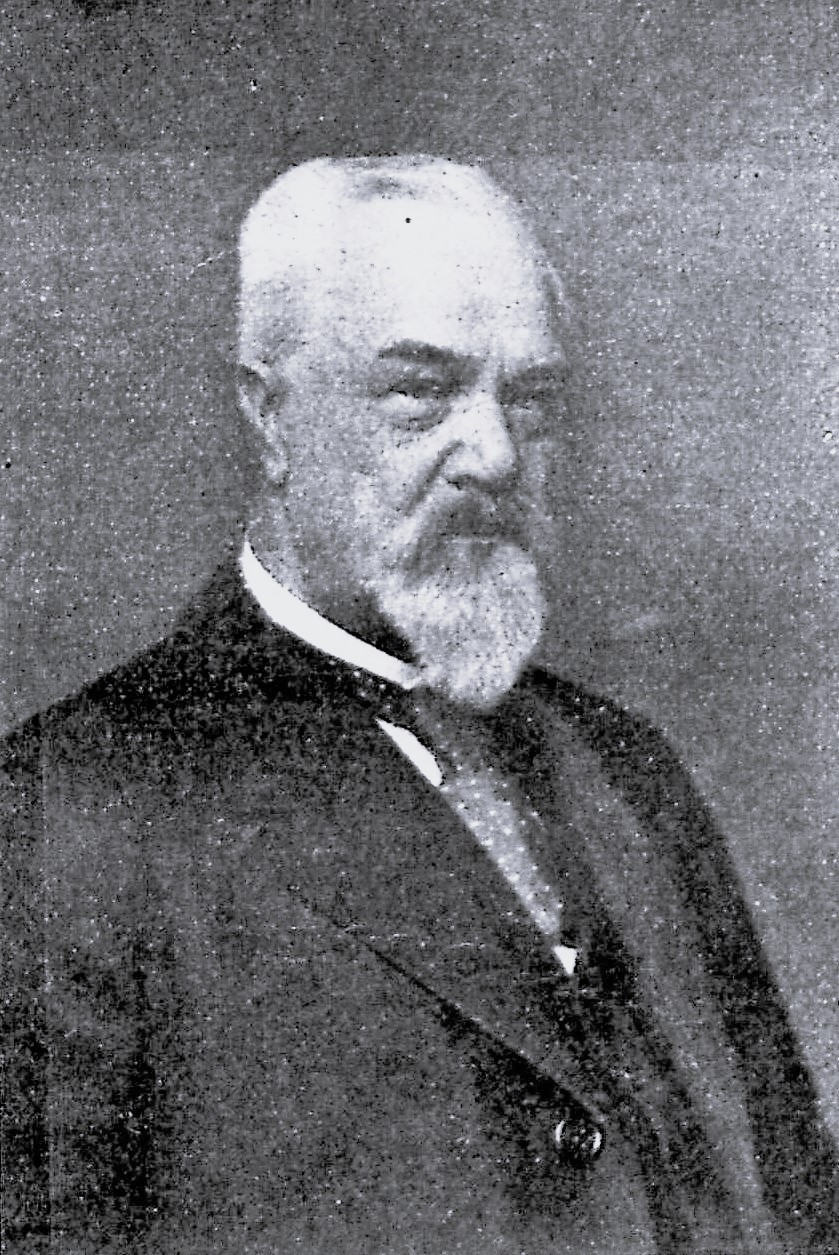
Heinrich Thiel

Heinrich Ludwig Thiel (* 8. Juli 1855 in Hamburg; † 5. Oktober 1925 in Lübeck) war ein deutscher Kaufmann, Fabrikant und Mitglied der Lübecker Bürgerschaft im Deutschen Kaiserreich und der Weimarer Republik.

## Leben

### Herkunft
Heinrich war der Sohn einer Hamburger Kaufmannsfamilie. Sein Vater, der Kaufmann und Fabrikant Wilhelm Carl Ludwig Thiel, stammte aus Lübeck und war in Pinneberg in einem vergleichbaren Werk tätig. Zusammen mit Heinrichs Großvater beteiligte er sich finanziell an der Knochenmühle des Kaufmanns Heinrich Christian Julius Koch in Trems.
Sein Vater, der über das technische Wissen zur Leitung eines Unternehmens verfügte, und Koch gründeten in den Gebäuden der traditionsreichen Metallwarenfabrik das „Tremser Eisenwerk“. Aus der Führung des Werkes in den Lübecker Adressbüchern schon 1870 als Firma „Tremser Eisenwerk Carl Thiel & Co.“ zu Trems, lassen sich Rückschlüsse auf die finanzielle Gewichtung innerhalb des Unternehmens ziehen.
Auf der Wiener Weltausstellung 1873 erhielt die Firma mit ihren Produkten die erste Fortschrittsmedaille verliehen. Im Folgejahr erhielt das Werk, inzwischen als „Carl Thiel & Co.“, auf der Landwirtschaftlichen Ausstellung in Bremen für seine Meiereigeräte die silberne Medaille. Als dem Tremser Werk auf der Molkereiausstellung in Amsterdam 1884 die goldene Medaille verliehen wurde, besaß die Fabrik längst einen Weltruf.
Als Carl am 22. März 1892 in Schwartau verstarb hatte er das Werk in seine Blüte geführt.

### Laufbahn
Seine Schulerziehung erhielt Heinrich zuerst auf dem Hamburger Gymnasium und später in Pinneberg durch Hauslehrer. Nach Abschuss dessen studierte er Bau- und Hüttenkunde in Berlin und Braunschweig. Als er seine einjährige Dienstpflicht abgeleistet hatte, und praktische Erfahrungen in verschiedenen größeren Werken sammelte, trat er 1879 als Teilhaber in das damalige Fabrikunternehmen „Tremser Eisenwerk Carl Thiel & Co.“ ein.
Der Kundenkreis erstreckte sich auf Lübeck, Hamburg, Mecklenburg und Holstein. Aber auch in das übrige Deutschland und das Ausland konnte teilweise geliefert werden. Das Werk beschäftigte ständige Handelsvertreter in Städten wie Hamburg, Kopenhagen, Amsterdam, Paris, Madrid, Sevilla, Barcelona, Odessa, Texas, Sydney und einen sogar in Indien. Die Besitzverhältnisse des Tremser Eisenwerkes sollten sich 1912 wieder ändern. Nachdem Reuter, ein saarländischer Fabrikant, sein Emaillierwerk in Königsbrück durch einen Brand verloren hatte, kaufte er das traditionsreiche Unternehmen auf, um dort aushilfsweise die saarländische Produktion zu übernehmen. Als der Export zu Beginn des Ersten Weltkriegs wegfiel, sollte Lübecks erste Emailliefabrik in der Bedeutungslosigkeit versinken.

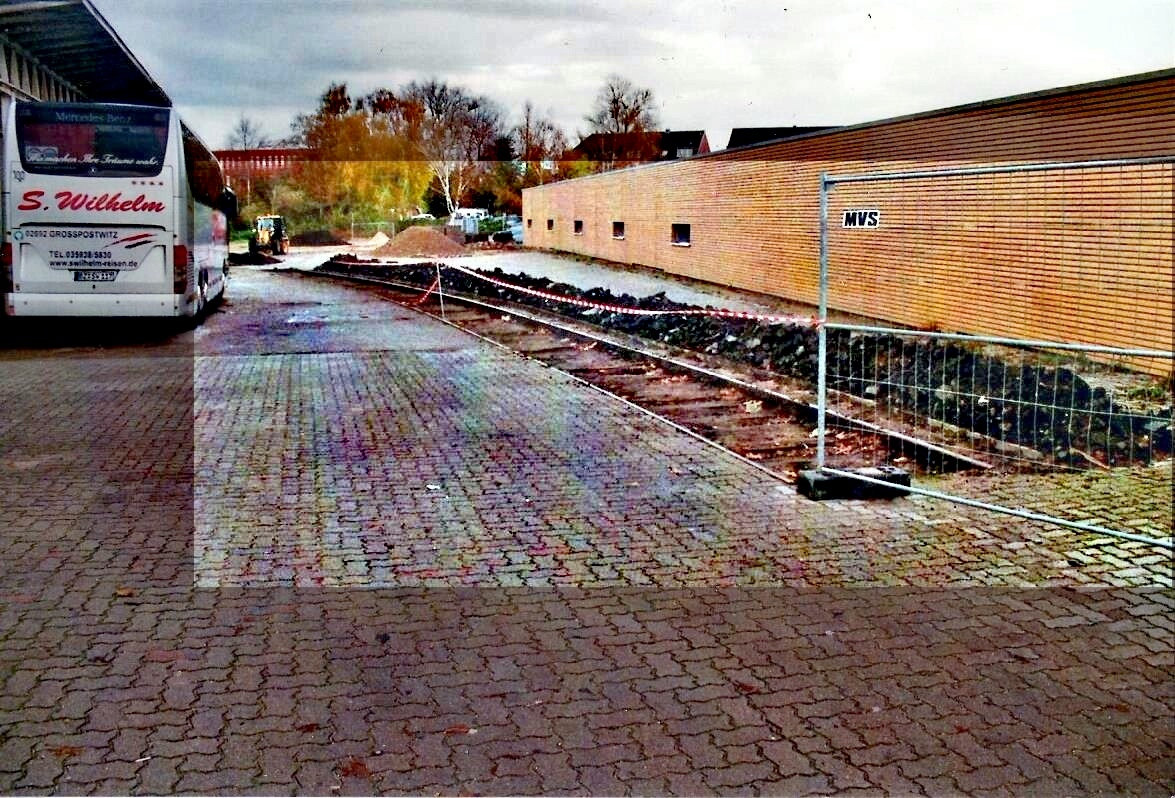
Ehemaliger Gleisanschluss

 Zum 1. Oktober 1887 gründete sein Vater mit Rudolf und ihm offiziell das spätere Stanz- und Emaillierwerk an der Schwartauer Allee unter der Firma „Carl Thiel & Söhne“ auf einem von der Kaufmannschaft erworbenen Grundstück von 20.000 m². Als Heinrich 1888 nach Lübeck zurückkehrte, übernahm er deren kaufmännische Leitung.

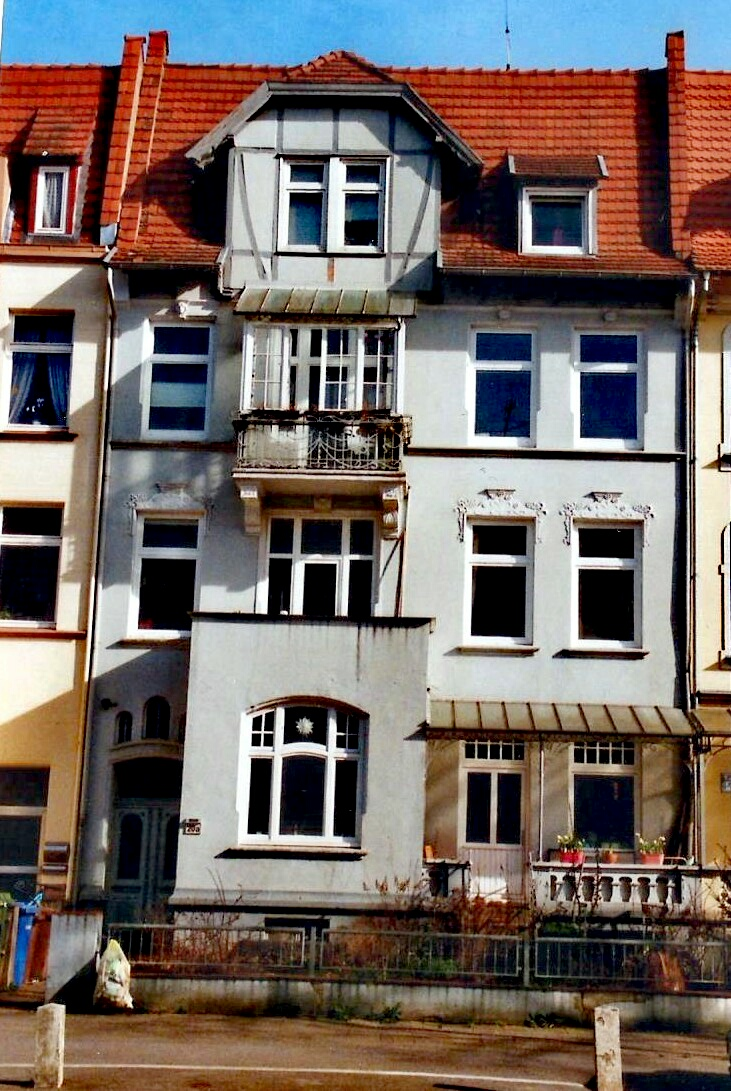
Wohnung bis 1917

1922 war die Firma auf eine Fläche von 50.000 m², von denen 30.000 m² überdacht waren, angewachsen. Das Firmengelände war dicht am Hafen gelegen und verfügte über einen eigenen Gleisanschluss.
Die Thielsche Produktpalette umfasste zunächst verzinntes und emailliertes Blechgeschirr und Molkereigeräte und unterschied sich nicht von dem des Eisenwerkes. Die Firma war jedoch moderner strukturiert und blieb ständig darum bemüht auf der Höhe der Zeit zu bleiben. Eine der wichtigsten Grundlagen des Erfolgs der Firma waren deren technische Innovationen. Ihre Verzinkerei galt als eine der modernsten im Kaiserreich.
Der Einzug in dessen neues Fabrikgebäude erfolgte 1888. Die Familiengründung wurde am 28. Oktober 1899 in eine Aktiengesellschaft unter der Firma „Stanz- und Emaillierwerk vormals Carl Thiel & Söhne Aktiengesellschaft“ mit Rudolf und Heinrich Thiel als Vorstand umgewandelt und ihr für besondere Handelszwecke die Firma „R. & H. Thiel“ hinzugefügt.
Zusammen mit Heinrich Dräger wurde 1895, die Firma Dräger produzierte zu dieser Zeit noch hauptsächlich Bierdruckapparate, die „Deutsche Bierfaß-Automat Gesellschaft“ gegründet.
Die Produktpalette der Firma gliederte sich 1910 in drei Hauptbereiche:
1. Emaillierte Hau und Küchengeräte
2. Verzinnte Molkereigeräte, insbesondere Milchkannen
3. die Herstellung von Biertransport- und Past/eurisierungsfässern

Der Weltkrieg führte für die Absatzbeziehungen wegen des Wegfalls des Exportes eine grundlegende Änderung herbei. Entsprechend der vorhandenen Fabrikantionseinrichtungen wurde das Unternehmen in den Dienst der Heeresverwaltung gestellt. Nach dem Krieg gelang es schnell auf wieder die Vorkriegsproduktion umzustellen und die früheren Absatzgebiete größtenteils, auch in bisher feindlichen Ländern, zurückzugewinnen. Wichtige Gebiete, wie Russland, gehörten jedoch nicht dazu. Es wurde eine Interessengemeinschaft mit einem der leistungsfähigsten Blechwalzwerken Deutschlands, der Bismarckhütte im oberschlesischen Bismarckhütte, eingegangen. Das lübeckische Werk wurde in den Stand gesetzt, seine Leistungsfähigkeit so weit zu erhöhen, dass es über den eigenen Bedarf hinaus produzierte und auch andere Emaillierwerke mit erforderlichen Rohwaren versorgte.
Mit ihm verstarb einer der besten Industrie-Kapitäne Lübecks.
Seinem Ansehen entsprechend, stellte die Straßenbahn am 9. Oktober 1925 einen um 10 Uhr den Markt zu der 45 Minuten später vorgesehenen Einäscherung im Krematorium auf dem Vorwerker Friedhof verlassenden Extra-Straßenbahnwagen zur Verfügung.

### Öffentliches Leben
Die Gründungsversammlung der Hanseatischen Versicherungsanstalt für Invaliditäts- und Altersversicherung wurde am 20. Oktober 1890 abgehalten. In deren Vorstand wurden Gossmann und Sartori als Vertreter der Arbeitgeber und Thiel, Burmeister, Evers und Brehmer als deren Ersatzmänner gewählt.
Auf der Versammlung der Kaufmannschaft am 16. Juli 1897 brachte Pape den Antrag auf Einsetzung einer Kommission zur Vorberatung einer Umgestaltung der Kaufmanns- sowie der Geschäftsordnung ein. Sie sollte aus je sechs Mitgliedern der Handelskammer und der Kaufmannschaft bestehen. Der Antrag wurde angenommen und Suckau, Possehl, Thiel, Pape, Stiller und Mangels als Kaufmannschaftsmitglieder in die Kommission gewählt.
Thiel war Vorsitzender und Mitbegründer des Bundes für Arbeitgeber in Lübeck und Umgegend, zudem ist er Mitglied im Aufsichtsrat der Lübecker Privatbank, der Maschinenfabrik Beth und anderen größeren Unternehmen an.
Die Lübeckischen Anzeigen wurden von Thiel gefördert.

#### Gewerbekammer
Auf der Versammlung der lübeckischen Gewerbekammer wurden am 23. September 1890 Thiel, Meeths, Schwartzkopf sowie Konsulent Brehmer zu deren Vertretern erwählt. Auf der Versammlung am 15. Februar 1892 wurde auf der Ergänzungswahl für die turnusmäßig aus dem Vorstand scheidenden Schwartzkopf, Wriedt, Schwartz und Stooss auch Thiel vorgeschlagen. Der Letztgenannte wurde jedoch noch nicht erwählt. Das Protokoll über die am 30. Mai 1892 stattgefundenen Ergänzungswahlen für die Gewerbekammer wurde am 11. Juli vorgelegt. Von den 71 teilnehmenden Gewerbetreibenden erhielt er 2 Stimmen. Man wählte ihn zusammen mit Schorer, Schacht, Stave und Schwartz in den Ausschuss für Gewerbe-Gesetzgebung sowie zusammen mit Wangenroth, Hübner und Schacht in den für Fabrikwesen. Bei der Ergänzungswahl am 31. Mai 1894 wählte man ihn in den Vorstand der Kammer und abermals in den Ausschuss für Fabrikwesen. Bei der Neuorganisation der Gewerbekammer im Jahre 1909 hatte Thiel einen großen Einfluss darauf. Im August 1925 ernannte auf dem Handwerks- und Gewerbekammertag die Kammer ihren oftmaligen stellvertretenden als auch direkten Präses nach fast 30-jähriger Mitgliedschaft zum Ehrenpräses der Gewerbekammer.

#### Politik
An Stelle des ausscheidenden Wegrowitz erwählte der Senat Thiele am 13. Dezember 1890 in die Schätzungskommission zur Ermittlung des Nutzwertes der Grundstücke und Gebäude in der Stadt Lübeck für die Vorstadt St. Lorenz. An Stelle des ausscheidenden Fromm erwählte der Senat am 12. Dezember 1896 Thiele zum Bürgerlichen Deputierten bei der Steuerschätzungkomission für die Vorstadt St. Lorenz.
Der Antrag auf die Beleuchtung eines Teils der Schwartauer Allee, der dem Bürgerausschuss im Auftrag Thiels übergeben worden ist, lehnte der Ausschuss am 8. April 1891 ab. Die Firma „Carl Thiel & Söhne“ stand also weiterhin im Dunkeln.
Unter dem Vorsitz des stellvertretenden Vorsitzenden Gaedecke wurden am 15. April 1891 für die bevorstehende Bürgerschaftswahl als Vertrauensmänner für das Marien Quartier Böttges, Brehmer, Heickendorf, Meeths, Mühsam und Thiel gewählt. Für die anstehenden Bürgerschaftswahlen wurden durch Wahlen Vorstände der einzelnen Wahlbezirke gebildet. Für den III. Wahlbezirk wurde Blunck zum Vorsitzenden und Brecht als sein Stellvertreter gewählt. Als Beisitzer wählte man Behn, Blanck, Brünning, Hartung, Jappe und Thiel sowie Ewers, Fromm, Genzken, Mielentz, Konsul Rehder und Stehen als deren Vertreter.

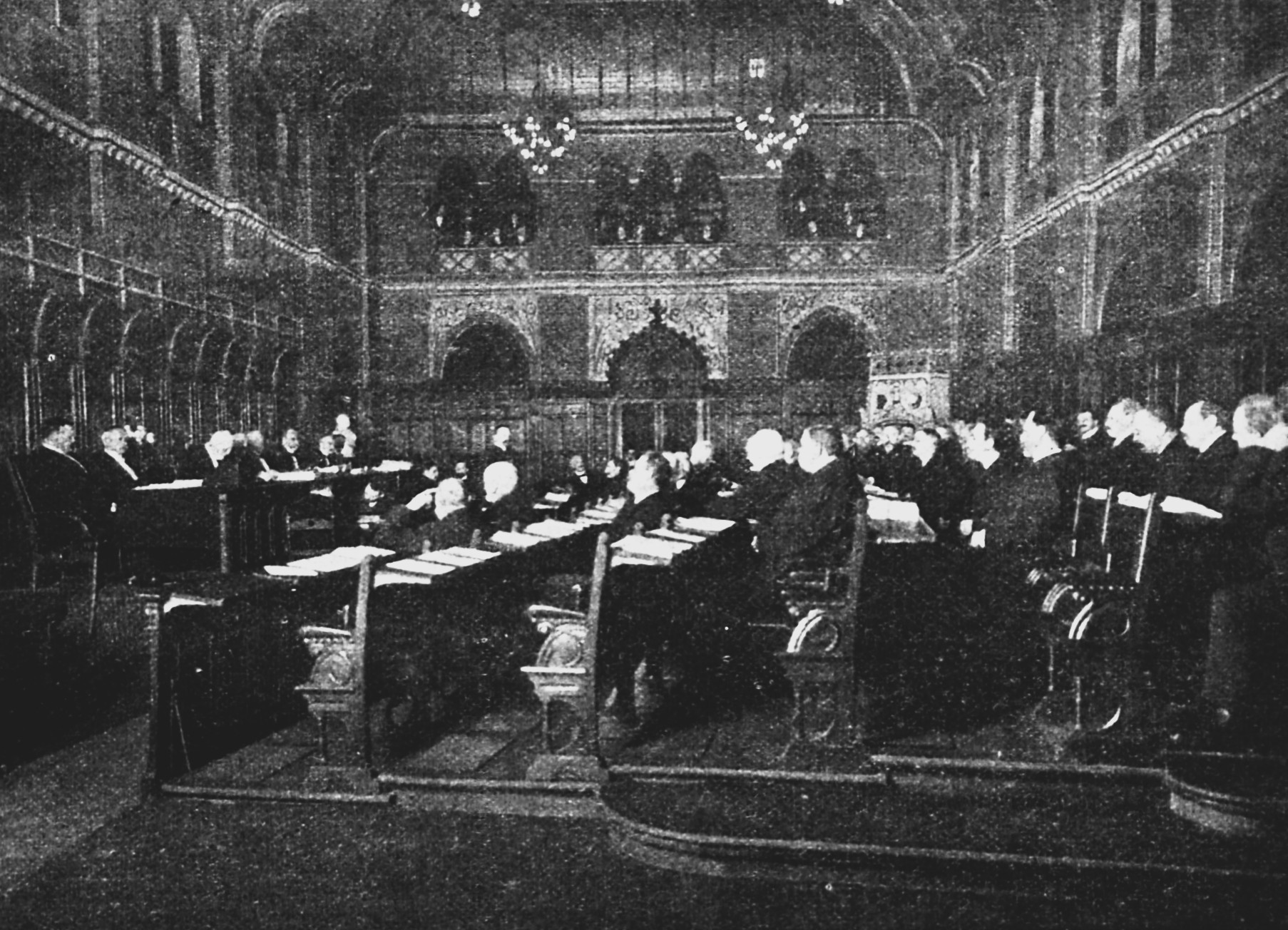
Bürgerschaftssitzung (1909)

Am 20. Juni 1899 wurde Thiel für den II. Wahlbezirk (Marien-Magdalenen Quartier sowie den nördlichen Teil der Vorstadt St. Lorenz) in die Bürgerschaft gewählt. Von 891 Wahlberechtigten beteiligten sich 625 (70 %) an der Wahl. Bei dieser Wahl stimmte 333 Wähler geschlossen für die Liste des Vaterstädtischen Vereins. Der Fabrikant erhielt 369 Stimmen. Später wurde er Mitglied der Nationalliberalen Partei. Für die NLP kandidierte er später auch, jedoch erfolglos, für den Reichstag. Bei den Bürgerschaftswahlen im November 1907 im Marien-Magdalenen Quartier und St. Lorenz (Nord) Abteilung I erhielt er bei einer Wahlbeteiligung von 82 % mit 334 der 379 abgegebenen Stimmen zwar eine weniger als sein Bruder, wurde jedoch wieder in den Senat gewählt. 1913 schied er aus der Bürgerschaft aus. Nach dem Ersten Weltkrieg trat die Deutsche Volkspartei die Nachfolge der NLP an und Thiel wurde auch ihr Mitglied. Nach der Politisierung der Bürgerschaft stellte er sich zur Wahl 1924 der Wirtschaftlichen Vereinigung trotz seines hohen Alters als deren Spitzenkandidat zur Verfügung. Hierdurch erhöhte sein ohnehin schon hohes Ansehen in der Stadt in seinem als auch im „feindlichen“ Lager. Die, wie es in den Zeitungen nach der Wahl hieß, Rote Macht wurde gebrochen und die Partei die zweitstärkste in der Bürgerschaft.
Am Vorabend des Kaisergeburtstages 1892 veranstaltete der Reichsverein im Großen Casinosaal eine Vorfeier. Nach dem Absingen der Kaiserhymne hielt Thiel eine dem deutschen Vaterland geltende Rede. 1894 galt sie seiner Vaterstadt Lübeck. Auf der Generalversammlung des Reichsvereins am 24. Oktober 1894 sind Fehling, Eckhoff, Heyck, Gutsbesitzer Lauenstein und er in dessen Vorstand gewählt bzw. bestätigt worden. 1899, auf der Sitzung vom 24. November, wählte man ihn zum Vereinsvorsitzenden sowie Gebhardt und Vermehren.

#### Industrie-Verein
Als der Lübeckische Ostseehandel gegenüber dem preußischen Oderhafen Stettin Ende der 1880er Jahre ins Hintertreffen geriet, forcierten die Lübecker ihre Industriepolitik. Wirkungsmätichgster Träger dieser Entwicklung wurde der 1889 gegründete Industrie-Verein. Er war nicht allein eine Interessenvertretung der Industriellen, auch die kaufmännischen Kreise beteiligten sich an dessen gemeinnützigen Wirken. Als lokaler Zentralverband löste er Institutionen wie die Industriekommission der Handelskammer oder des Gewerbeausschuß der Gemeinnützigen Gesellschaft ab.
Die Bestrebung des Lübecker Industrie-Vereins war es, ein Fabrikviertel in Lübeck zu etablieren. Auf seiner Hauptversammlung am 13. Februar 1899 wurden Thiel, Ewers, Sauermann und der Syndikus Siewert bei den Neuwahlen als deren Vorstand erwählt.
Auf Veranlassung des Vereinsvorstandes bildete man eine aus Ewers, Meyer, Siewert und Thiel bestehende Kommission zur „Errichtung einer Hochofenanlage bei Lübeck“. Sie beauftragte Fritz Lürmann, einen Fachmann auf jenem Gebiet, mit der Ausarbeitung eines Gutachtens zur Prüfung des Projektes. Dieses kam zu dem Schluss, dass es ein „aussichtsreiches Unternehmen“ sei. 
Das Vorhaben der Finanzierung des Projektes durch auswärtige Finanzkreise scheiterte jedoch an den Machenschaften der rheinisch-westfälischen Großindustrie, da diese das Entstehen einer neuen Konkurrenz mit allen Mitteln zu verhindern suchte. Die Handelskammer wandte sich nun an die Kaufmannschaft und diese stellte zusammen mit dem Senat das Grundkapital zu dem einzigen Hochofenwerk nördlich von dem Kohlerevier nördlichstem Standpunkt in Hörde (heute ein Stadtteil von Dortmund).
Bereits 1905 stand fest, dass die Assmussche Ölmühle von Kiel hierher verlegen und Villeroy & Boch einen Filialbetrieb unweit des Werkes errichten würde.
Im März 1906 hielt Thiel einen Vortrag zum Thema „Was ist ein Hochofen?“. Bei diesem ist anhand von Karten die Betriebsweise eines solchen eingehend erörtert worden.

#### Deutsch-Nordische Handels- und Industrie-Ausstellung
Auf der Württembergischen Landesausstellung 1889 errichtete man eine Verkaufs- und Ausstellungshalle die zur Errichtung des ersten Musterlagers führte. Hiervon nachhaltig beeindruckt, inspiriert wurde Thiel für eine solche Ausstellung auch für Lübeck. Im Anschluss an den von Ernst Elfeld vor Mitgliedern des Industrie-Vereins gehaltenen Vortrag über „Die Förderung des Ausfuhrhandels und der Industrie durch die Exportvereine als gemeinnützige Unternehmungen“ am Abend des 8. Februar 1894 schlug Thiel die Idee zur Durchführung einer Handels- und Industrieausstellung in Lübeck vor. Er nahm sich dessen Ausarbeitung an und erstattete dem Verein am 13. Oktober 1894 einen ausführlichen Bericht. Daraufhin stimmte dieser fast einstimmig für die Annahme dieses Projektes und bildete ein provisorisches Ausstellungs-Komitee unter dem Vorsitz von Thiel.
Auf der Versammlung der Gewerbegesellschaft am 8. November 1894 hielt Thiel einen Vortrag über „Die Deutsch-Nordische Handels- und Industrie-Ausstellung in Lübeck 1895“ und führte aus, dass diese in den letzten beiden Jahren im Industrieverein eingehend erörtert worden sei. Auf Thiels Vorschlag hin wählte man am 11. November Lange zum Präsidenten sowie Possehl und Thiel zu dessen Vertretern im Ausstellungs-Komitee. Vom Senat wurde später Bürgermeister Behn zum Ehrenpräsidenten des Komitees ernannt. Aufgrund von Possehls ausgedehnten Geschäften ist Lange und Thiel die Hauptarbeit zugefallen.
Als Nächstes wurde der Ort für die Ausstellung bestimmt. Hierfür standen der ehemalige Galgenbrook in der Nähe des Burgtors und das Gut Marly an Wakenitz als mögliche Orte zur Verfügung. Den Letztgenannte, für den man sich entschied, stellte Wallbrecht in Vorbereitung der von ihm geplanten anschließenden Baulandverwertung von Villen nahe der Innenstadt zur Verfügung. Die Bauten der Ausstellung sollten von lübeckischen oder hamburgischen Architekten angefertigt werden. Der Architekt Thielen wurde für seinen Entwurf des Hauptrestaurants ausgezeichnet.
Um ein möglichst positives Presseecho zu erhalten, wurde die Eröffnung der Ausstellung um sechs Tage parallel zu den Eröffnungsfeierlichkeiten des Nord-Ostsee-Kanals am Vortag auf den 21. Juni 1895 vorverlegt und das Kalkül ging auf. Über 40 Journalisten kamen aus Kiel, besichtigten die Ausstellung und berichteten „überaus günstig“. Man hatte den Berliner Feuilletonisten Paul Lindenberg engagiert und seine „Streifzüge“ über das Ausstellungsgelände wurden in 60 Zeitungen abgedruckt. 129 Zeitungen erhielten zweimal in der Woche Mitteilungen.
Es handelte sich um eine Universalausstellung. Sie hatte eine Handels- und Gewerbeschau, Gartenbau-, Kolonial- und Marineausstellung. Die Milchwirtschaft war in Lübeck von besonderer Bedeutung. Am 7. September fand im großen Saal des Hauptrestaurants in Gegenwart des Senats, des Vorstands vom Deutschen Milchwirtschaftlichen Verein, der Leitung der Deutsch-Nordischen Handels- und Industrie-Ausstellung sowie zahlreicher Preisrichter und Interessenten die Eröffnung der III. Deutschen Molkerei-Ausstellung statt. Nach der von der Ausstellungskapelle vorgetragenen Ouvertüre hieß an Stelle des durch Unwohlsein verhinderten Präsidenten der Deutschen-Molkerei-Ausstellung mit Thiel sein zweiter Stellvertreter die Erschienenen im Namen des Komitees willkommen.
Am Ende der Ausstellung beendete Lange sie nach der Nationalhymne mit einem „Hoch“ in das alle Anwesenden einstimmten auf Possehl und Thiel diese.
Die Ausstellung war defizitär. Schon zu Beginn der Ausstellung hatte Thiel einen Verlust von 25000 Mark einkalkuliert worden. Auf der Ausstellung wurden keine Geschäfte getätigt und erst nach dem Weltkrieg sollte wieder eine solche in der Hansestadt stattfinden.

#### Gedächtnisfeier

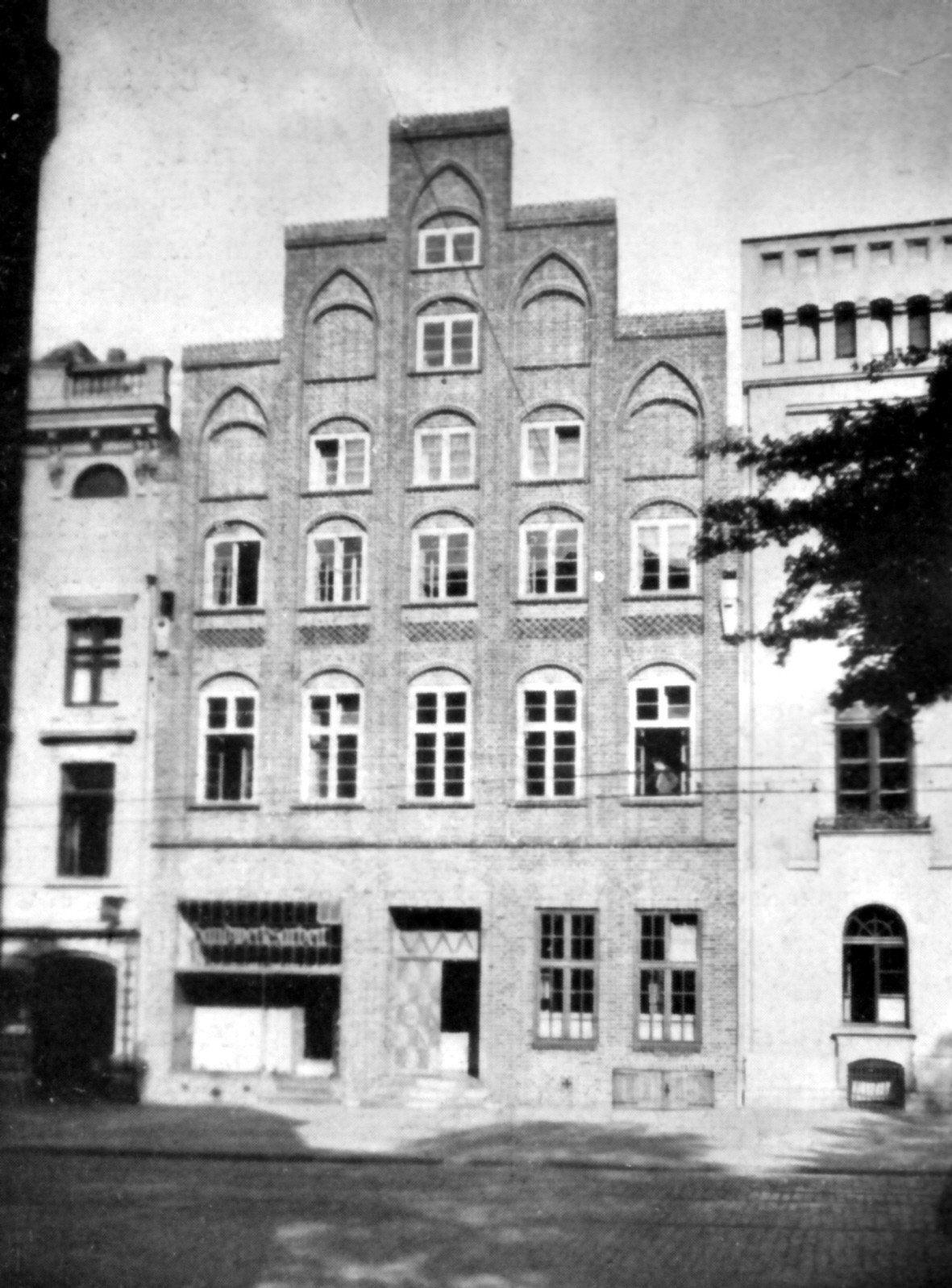
Gewerbehaus (1925)

Während in der Jakobikirche am 22. November 1925, Totensonntag, der Gefallenen des letzten Krieges gedacht wurde, veranstaltete die Gewerbekammer im "Großen Saal" des Gewerbehauses, Breite Straße 12, eine Gedächtnisfeier für den Verstorbenen.
Neben den Hinterbliebenen der Familie erschienen vom Senat Senator Heinsohn und Bürgermeister Neumann, die Handelskammer, die Landwirtschaftskammer sowie die Gewerbekammern aus Hamburg und Bremen. Auch Vertreter der „Stanz- und Emaillierwerke“, des Industrie-Vereins, des Vereins Deutscher Ingenieure, des Bezirksvereins Lübeck sowie die Obermeister der Handwerklichen Kooperationen waren dort.
Auf dem Podium, hinter dem ein mit Lorbeeren eingerahmtes Bild des Verstorbenen stand, begann die Konzertsängerin Klara Schmidt die Veranstaltung mit einer Litanei. Dann betrat sein Freund, Baurat Fischer, das Podium und zeichnete ein von seinen Studententagen bis zu seinem Wirken als Industriekapitän reichendes Bild von Thiel. Er verlas das Schreiben von dem Senat und das der Arbeiterbehörde, welches sie anlässlich seines Todes an die Gewerbekammer gerichtet hatten. In ihnen würdigten sie seine Verdienste um das Gemeinwohl. Mit dem Ausführen, dass Thiel eine der markantesten Persönlichkeiten der Stadt, die auch von seinen Gegnern wertgeschätzt wurde, endete Fischer. Schmidt sang Wandrers Nachtlied von Artur Rubinstein. Zu den Worten Johann Wolfgang von Goethes endete die Veranstaltung.

### Familie

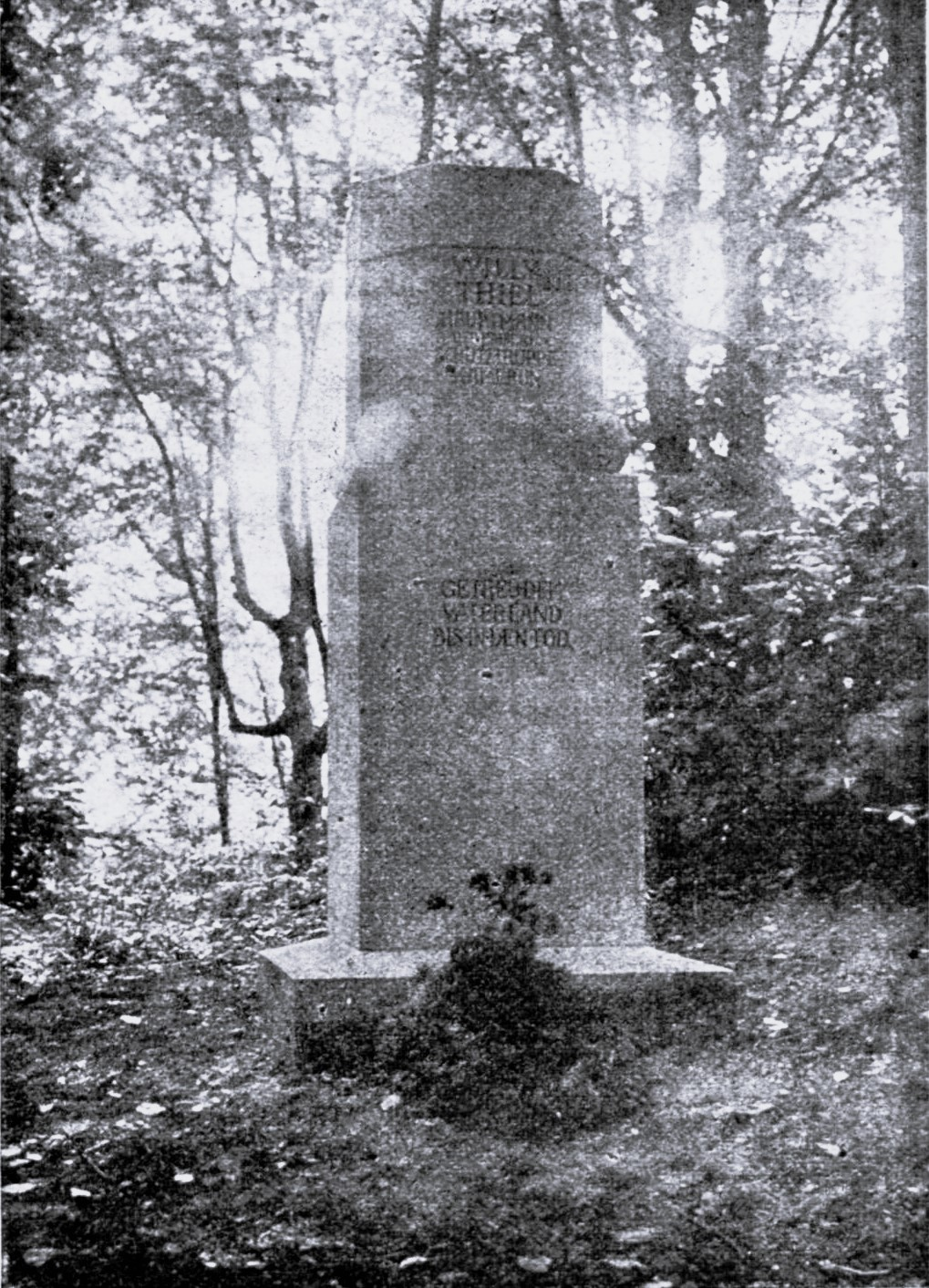

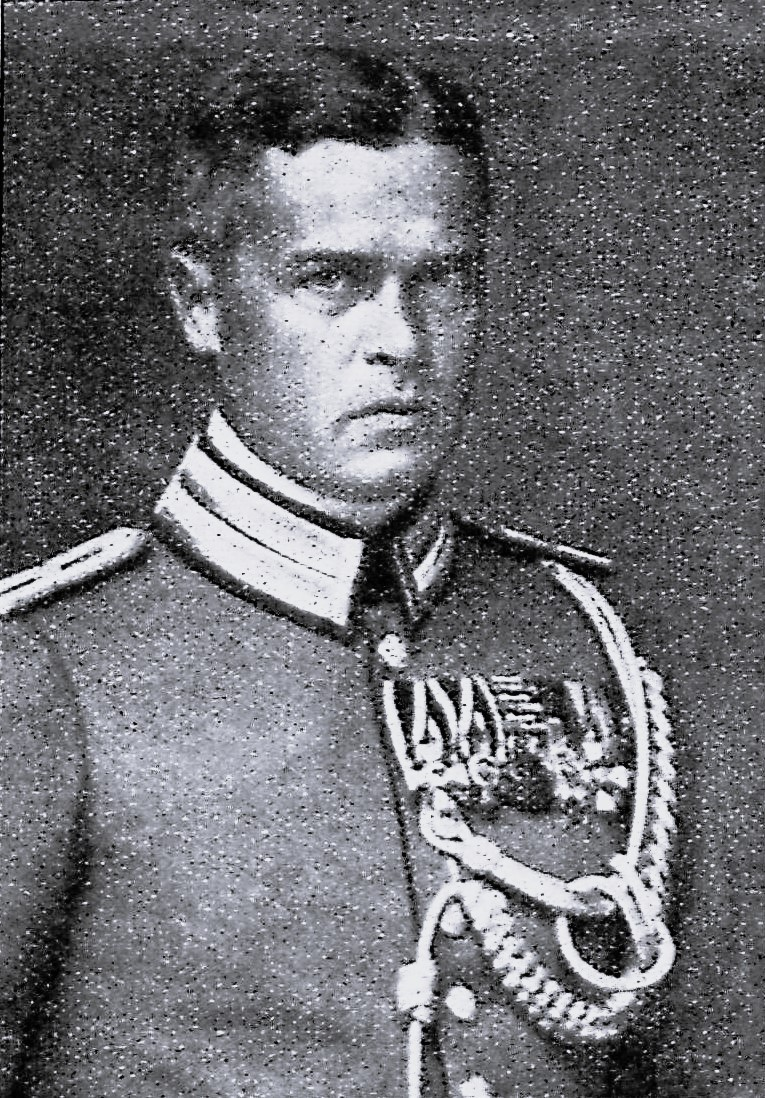

Thiel war mit Lina (Elise Wilhelmine Caroline), einer geborenen Hees, verheiratet. Zum Zeitpunkt seines Todes gehörten
Rudolf, Vorstand der Georg Harder Maschinenbaufabrik GmbH
Willy wurde als zweiter Sohn am 1. Januar 1881 in Schwartau geboren. Nach Lübeck verzogen besuchte er von Ostern 1887 bis 1900 das dortige Katharineum. Nach dem Bestehen der Reifeprüfung trat Thiel als Fahnenjunker in das Niedersächsische Feldartillerie-Regiment Nr. 46 ein. Dieses Regiment hatte seine Garnison in Wolfenbüttel und Celle. Als Leutnant der südwestafrikanischen Schutztruppe kämpfte er mit Auszeichnung von 1904 bis 1906 während des Feldzugs in Südwestafrika. bevor er in sein altes Regiment zurückkehrte. Nach der Ausbildung im Seminar für Orientalische Sprachen in Berlin trat er endgültig in die Kaiserliche Schutztruppe in Kamerun über. Er tat sich mit hervorragenden Leistungen sowohl bei der Verwaltung der Kolonie, als auch bei mehreren zur Sicherung des Landes unternommenen militärischen Expeditionen hervor. Vor Ausbruch des Krieges hatte er als Hauptmann und Kompanieführer die Stellung eines Militärresidenten in der Station Ngaundere inne. Als der Krieg die Kolonien bedrohte, leitete er die Bildung der nach Garua, wo er fiel, zusammengezogenen Truppenkörper. Er hatte sowohl den kgl. Preußischen Kronen-Orden, als auch den Roten Adlerorden IV. Klasse und mit Schwertern, das Braunschweigische Ritterkreuz 2. Klasse mit Schwertern vom Orden Heinrichs des Löwen und das Ehrenritterkreuz 2. Klasse mit Schwertern des Oldenburgischen Verdienstordens.
Erich, zum Zeitpunkt seines Todes in Valparaíso arbeitend
seine Tochter Lotte war mit Herrmann Bürhaus verheiratet
sowie vier Enkel
seiner Familie an.

## Verweise